# Сенапати (округ)
Сенапати (англ. Senapati) — округ в индийском штате Манипур. Административный центр — город Сенапати. Площадь округа — 3271 км². По данным всеиндийской переписи 2001 года население округа составляло 379 214 человек. Уровень грамотности взрослого населения составлял 59,80 %, что соответствует среднеиндийскому уровню (59,5 %).

## Демография
По данным переписи населения 2011 года, население округа Сенапати составляет 479 148 человек, что примерно равно населению Белиза. Это дает ему рейтинг 565-го места в Индии (из общего числа 640).
Плотность населения района составляет 109 человек на квадратный километр.
Темпы прироста населения округа  за десятилетие 2001-2011 годов составили 25,16%.
В Сенапати соотношение полов составляет 939 женщин на каждые 1000 мужчин, а уровень грамотности - 75%.